# Josef Ekman
Carl Josef Ekman, i riksdagen kallad Ekman i Göteborg, född 9 mars 1870 i Ockelbo, död 12 mars 1952 i Göteborg, var en svensk företagare och politiker (folkpartist).

## Biografi
Efter skolgång i Kristinehamn utexaminerades han 1888 från Frans Schartaus Handelsinstitut i Stockholm. Samma år flyttade Ekman till London, där han år 1892 grundade företaget C J Ekman & Co. År 1904 etablerade han företaget Ekmans Exportbolag i Göteborg, år 1916 ombildat till Ekmans export AB. År 1922 utträdde han från firman och grundade istället C.J. Ekman AB. Han förblev företagets verkställande direktör till sin död. Han var också ordförande i Broströmska stiftelsen.

## Politiska uppdrag
Åren 1911–1926 var han ledamot av Göteborgs stadsfullmäktige. Bland annat var han ordförande i Torg- och Saluhallsstyrelsen, Fiskhamnsdelegerade och Hamnplaneberedningen. Vidare var han vice ordförande i Riksföreningen för svenskhetens bevarande i utlandet, samt styrelseledamot för Sjömanshemmet, Broströmska stiftelsen, Hamnstyrelsen, Anglo Swedish Society, Ångfartygs AB Ferm och Liberala valmansföreningens centralstyrelse.
Han var riksdagsledamot i andra kammaren 1933-1936 för Göteborgs stads valkrets. De första två åren tillhörde han Liberala riksdagspartiet, och efter den liberala återföreningen Folkpartiet. I riksdagen engagerade han sig främst i sjöfartsfrågor, men han arbetade också för exempelvis det svenska skolväsendet i Estland.

## Familj och begravningsplats
Josef Ekman var son till missionsföreståndaren och riksdagsmannen Jakob Ekman och Louise Ekman, född Sjöström. Han gifte sig första gången den 26 september med Sif Beata Dorph (1871–1942); äktenskapet upplöstes den 24 november 1919. Andra gången gifte han sig den 11 maj 1925 i Göteborg med Märtha Carola Margareta Hwatz (1891–1980).
Han är begravd på Östra kyrkogården i Göteborg.